# 린웨친 (정치인)
린웨친(중국어 정체자: 林月琴, 병음: Lín Yùeqín, 한자음: 임월금, 1965년 9월 4일~)은 중화민국의 정치인으로, 2024년 비례대표로 출마하여 입법위원으로 당선되었다.